# Dōmei Seisha
El Dōmei Seisha (同盟政社?   «Asociación de la Unión») fue un partido político de Japón que existió en la era Meiji.

## Historia
El partido fue establecido con el nombre de Club Dōmei (同盟倶楽部 Dōmei Kurabu?) en noviembre de 1892 por un grupo de 24 parlamentarios en su mayoría independientes. Poco a poco se acercó al Rikken Kaishintō, y en enero de 1894 pasó a llamarse Dōmei Seisha después de convertirse en una asociación política.
El partido ganó 24 escaños en las elecciones de marzo de 1894, y en mayo de ese año se fusionó con el Dōshi Seisha para formar el Rikken Kakushintō.